# ريك كاملا
ريك كاملا (بالإنجليزية: Rick Kamla)‏ هو صحفي رياضي أمريكي، ولد في 19 يوليو 1969.